# 니가타현도 제565호선
565번 니가타현도(일본어: 新潟県道565号郷土資料館線→니가타현도 565호 향토자료관선)는 니가타현 니가타시 주오구의 내부를 관통하고 있는 일반 현도 노선이다.

## 노선 정보
- 기점: 니가타현 니가타시 주오구 미도리마치 (이나리마치·역사박물관 앞 교차로)
- 종점: 니가타현 니가타시 주오구 혼초도리 (혼초 교차로)

## 지리
- 통과하는 지자체: 니가타현 니가타시 주오구
- 교차하는 도로: 니가타시 주오구에 한정하며, 도로 이름은 다음과 같음.
  - 시정촌도: 니가타시도 가와바타초 이리후네초 선 (이나리마치 교차로)
  - 국도 제7호선 : 스미요시초 교차로
  - 혼초 교차로: 7, 8, 17, 113, 116, 289, 350, 402호선 등 8개의 국도 노선이 모두 교차한다. 그러나 이 일대에서는 국도 노선이 한꺼번에 중복되는 특이한 경우가 있고, 니가타역 반다이구치 방향으로 향함.
  - 국도 제116호선: 니가타시청 방면